# Lista caselor de discuri: A-H
Aceasta este lista caselor de discuri notabile, denumirile cărora încep cu: 

## A
- A Cappella Records
- A Different Drum
- A&E Records
- A&M Records
- A.D.S.R. Musicwerks
- Aardvark
- Abbott Records
- ABC Classics
- ABC Dunhill Records
- ABC Records
- Abco Records
- ABC-Paramount Records
- ABKCO Records
- Able Label
- Abnak Records
- Abner Records
- Abraxas
- Absolutely Kosher Records
- Abundant Life Ministries
- Accent Records
- Ace Fu Records
- Ace of Clubs Records
- Ace of Hearts Records
- Ace of Hearts Records (Boston)
- Ace Records (UK)
- Ace Records (US)
- Ache Records
- Acid Jazz Records
- Acme Records
- Aco Records
- Acoustic Disc
- Ad Noiseam
- Adam VIII
- Additive Records
- Adeline Records
- Adelphi Records
- Aditya Music
- Advent Records
- Aeronaut Records
- A-F Records
- AFM Records
- African Museum
- Aftermath Entertainment
- Aftermath Music
- Afternoon Records
- Agasea Records
- Age Records
- Aggro Berlin
- Agit-Prop Records
- Agitprop! Records
- AIP Records
- Ajax Records
- Aladdin Records (US)
- Alarma Records
- Albany Records
- Albert Productions
- Alchemy Records (Japan)
- Alchemy Records (U.S.)
- Alegre Records
- Alert Records
- Alfa Matrix
- Alias Records
- Alien8 Recordings
- Alive Records
- All Around The World
- All Platinum Records
- All Saints Records
- All Star Records
- All the Madmen
- ALLALOM Music
- Alliance Entertainment Corporation
- Allido Records
- Alligator Records
- Almo Sounds
- Almost Gold Recordings
- A Low Hum
- Alphabasic Records
- Alta Records
- Altarus Records
- Alternative Tentacles
- Alveran Records
- AM:PM Records
- Amarillo Records
- Amaru Entertainment
- The Amazing Kornyfone Record Label
- Ambiances Magnétiques
- Ambiel Music
- Ambush Reality Records
- American Gramaphone
- American Music Records
- American Record Company
- American Record Corporation
- American Recording Productions
- American Recordings (US)
- Amha Records
- Amiga
- Ampex Records
- Amphetamine Reptile Records
- Amplexus
- Amusic
- A-Musik
- Amy Records
- Anchor Records
- And/oar
- Andie Records
- Andmoresound
- Angel Air
- Angel Music Group
- Angel Records
- Angeline Entertainment
- Angular Recording Corporation
- Anhrefn Records
- AnimeTrax
- Aniplex
- Anjunabeats
- Anjunadeep
- Ankst
- Ankstmusik
- Anna Records
- Annette Records
- AntAcidAudio
- Anthem Records
- ANTI-
- Anticon Records
- Anti-Creative Records
- Anticulture Records
- Antilles Records
- Anti-Social Records
- Ant-Zen
- Anxious Records
- Anyway Records
- AO Recordings
- Aozora Records
- Apegenine recordings
- Apex Records
- Aphonia Recordings
- Apollo Records (1921) (U.S.)
- Apollo Records (1928) (U.S.)
- Apollo Records (1944) (U.S.)
- Apollo Records (Belgium)
- Apollo Records (Seattle)
- Appian Publications & Recordings
- Applause Records
- Apple Records
- April/Schneeball
- Apt Records
- Aquarius Records (Canada)
- Aquarius Records (Croatia)
- ARC Records
- Arch Hill Recordings
- Archenemy Record Company
- Architecture Label
- Architecture Records
- Archive International Productions
- Arcola
- Ardent Records
- Arena Rock Recording Co.
- Aretino Records
- Argo Records (U.K.)
- Argo Records (U.S.)
- Arhoolie Records
- Ariola Records
- Arista Nashville
- Arista Records
- Aristocrat Records
- Ark 21 Records
- Armind
- Ars Benevola Mater
- ARTISTdirect
- Artistic Records
- Artiste Records
- Arto Records
- Artoffact Records
- Arts & Crafts
- Asbestos Records
- Ash International
- Asian Man Records
- Asphodel Records
- Asthmatic Kitty Records
- Astralwerks
- Astro Magnetics
- ASV Records
- Asylum Records
- Atavistic Records
- Atco Records
- ATIC Records
- Atlantic Jaxx
- Atlantic Records
- ATO Records
- Atoll Records
- ATP Recordings
- Attack Records (UK)
- Attic Records (Canada)
- Attitude Records
- Au Go Go Records
- Audio Antihero
- Audio Dregs
- Audio Fidelity Records
- Audio Therapy
- Audiobulb Records
- Audiogram
- Audiophile Records
- AudioPorn Records
- Audition Records
- Aum Fidelity
- Auralux Recordings
- Authentic Records
- Autograph Records
- Autumn Records
- Avang Music
- Avantgarde Music
- AVA Recordings
- Avatar Records
- Avco Records
- Avex Trax
- Avitone Records
- Aware Records
- Awareness Records
- Ayler Records
- Azteca Records (California)
- Azuli Records

## B
- BTNH Worldwide
- Babel Label
- Baby Records (Italian label)
- Babygrande Records
- Back Beat Records
- Backporch Revolution
- Bad Boy Records
- Bad Sekta
- Bad Taste
- Bad Taste Records
- Badorb.com
- Balkanton
- Balkan Samba Records
- Bally Records
- Bang Records
- Bangor Records
- Banner Records
- Bar/None Records
- Baratos Afins
- Barclay Records
- Barely Breaking Even
- Barking Hoop Recordings
- Barking Pumpkin Records
- Barrelhouse Records
- Barsuk Records
- Basic Beat Recordings
- Basic Replay
- Bassivity Music
- Baton Records
- Bayou Records
- BBC Radio Collection
- BC Recordings
- BCore Disc
- Bear Family Records
- Bearsville Records
- Beat Factory Music
- Beatservice Records
- BEC Recordings
- Bedazzled Records
- Bedrock Records
- The Bedtime Record
- Beekeeper Records
- Beggars Banquet Records
- Beka Records
- Bell Records (1920s) - U.S.
- Bell Records (1940) - U.S.
- Bell Records - U.S. and U.K.
- Bella Union
- Bellaccord
- Bellmark Records
- Below Par Records
- Beltona Records
- Beluga Heights Records
- Belvedere Records
- Benbecula Records
- Benson Records
- Berliner Gramophone
- Beserkley Records
- Beta-lactam Ring Records
- Bet-Car Records
- Bethlehem Records
- Better Looking Records
- Beverley's
- Beyond Logic Records
- Beyond Therapy Records
- Bibletone Records
- Biddulph Recordings
- Bieler Bros. Records
- Big Bear Records
- Big Beat Records (Ace subsidiary)
- Big Beat Records (Atlantic subsidiary)
- Big Brother Recordings
- Big Cat Records
- Big Dada
- Big Life
- Big Machine Records
- Big Neck Records
- Big Orange Clown Records
- Big Records
- Big Rig Records
- Big Top Records
- Big Tree Records
- Big Up Entertainment
- Big Vin Records
- Big Wheel Recreation
- Biltmore Records
- Binge Records
- Bingola Records
- Biograph Records
- Bird O' Prey
- Birdman Records
- BIS Records
- Biscoito Fino
- Bit-Phalanx
- Bit Riot Records
- Biv 10 Records
- Bizarre Records
- Black & White Records
- Black and Greene Records
- Black Hen Music
- Black Hole Recordings
- Black Jays
- Black Lotus Records
- Black Mark Productions
- Black Market Activities
- Black Patti Records
- Black Pill Red Pill
- Black Saint/Soul Note
- Black Sun Empire Recordings
- Black Swan Records
- Black Swan Records (UK)
- Black Top Records
- The Black Wall Street Records
- Blackball Records
- Blackground Records
- Blackout Records
- Blacksmith Records
- Blast First
- Block Entertainment
- Blocks Recording Club
- Block Starz Music
- Blonde Vinyl
- Blood and Fire
- Blood and Ink Records
- Bloodline Records
- Bloodshot Records
- Bloodwork Records
- Bloody Fist Records
- Blow The Fuse Records
- Blue Amberol Records
- Blue Beat Records
- Blue Cat Records
- Blue Dog Records
- Blue Goose Records
- Blue Horizon
- Blue Jordan Records
- Blue Lake Records
- Blue Leaf Music
- Blue Note Records
- Blue Rock Records
- Blue Room Released
- Blue Thumb Records
- Bluebird Records
- Blues Beacon Records
- BlueSanct Records
- Bluestar Entertainment
- Bluesville Records
- Bluesway Records
- BME Recordings
- BMG Heritage Records
- BMG Music Canada
- BMG
- BNA Records
- Boardwalk Records
- Body Head Entertainment
- Bolero Records
- Bomp! Records
- Boner Records
- Bong Load Custom Records
- Bonnier Amigo Music Group
- Bonnier Gazell Music
- Bonsound Records
- Bonzai Records
- Boompa Records
- Boomtown Records
- Bop Cassettes
- Border Community
- Borderline Records
- B.O.S.S.
- Box O' Beanies Music
- Boxed
- Box-O-Plenty Records
- BPitch Control
- Bradley's Records
- Brainwashed
- Brass Tacks Records
- Brassland Records
- Brave New World Records
- Breakbeat Kaos
- Breastfed Recordings
- Brechin All Records
- Breezeway Records
- Bridge 9 Records
- Bridge Records, Inc.
- Bright Antenna
- Brille Records
- Broadcast Twelve Records
- Broadmoor Records
- Broadway Records
- Broken Records
- Broken Spoke Records
- Bronze Records
- Bros Records
- Brother Records
- Bruc Records
- Brunswick Records
- Brushfire Records
- Brute/Beaute Records
- BSD Records
- Buddah Records
- Buddyhead Records
- Buddyhead
- Buena Vista Music Group
- Bulb Records
- Bullet Records
- BulletProof Music
- Bumstead Records
- B-Unique Records
- Bungalo Records
- Bunny Huang Records
- Burgundy Records
- Burger Records
- Burning Heart Records
- Burning Shed
- Burnt Toast Vinyl
- Business Deal Records
- Busted Flat Records
- Butterfly Recordings
- BYG Actuel
- BYO Records

## C
- C.I.A. Records
- C/Z Records
- C4 Records
- Cadence Jazz Records
- Cadence Records
- Cadet Records
- Caedmon Audio
- Caff Records
- Calabash Music
- Caldo Verde Records
- Camcor Records
- Cameo Records
- Cameo-Kid
- Cameo-Parkway Records
- Camino Records
- Camp Records
- Canaan Records
- Candid Records
- Canadian-American Records
- Candle Records
- Candlelight Records
- Candy Ass Records
- CandyRat Records
- Cantaloupe Music
- Cantora Records
- Capitol Hill Music
- Capitol Music Group
- Capitol Records
- Capricorn Records
- Captain Oi! Records
- Captains of Industry
- Captivity Records
- Caravan of Dreams Productions
- Carbon Copy Media
- Cardinal Records (1920s) - U.S.
- Cardinal Records (1950s) - U.S.
- Cardinal Records (1964) - Belgium
- Cargo Music
- Cargo Records (Canada)
- Cargo Records (UK)
- Caribou Records
- Carish
- Carl Lindstrom Company
- Carnival Records
- Caroline Distribution
- Caroline Records - U.S.
- Caroline Records - U.K.
- Carpark Records
- Carrot Top Records
- Casablanca Records
- Cash Money Records
- Castle Communications
- Catbird Records
- Catfish Records
- Cause 4 Concern Recordings
- Caustic Eye Productions
- Cavalier Records
- Cavity Search Records
- CBC Records
- CBS Masterworks Records
- CBS Records
- Cedille Records
- Celestial Recordings
- Celluloid Records
- Celtophile Records
- Cement Shoes Records
- Cenotaph
- Centaur Records
- Centricity Music
- Century Records
- Century Media Records
- Chainsaw Records
- Chalfont Records
- Chalice
- Challenge Records (1920s) - U.S.
- Challenge Records (1950s) - U.S.
- Challenge Records (1994) - Netherlands
- Chameleon
- Chamillitary
- Champion Records
- Chance Records
- Chancellor Records
- Chandos Records
- Channel Classics Records
- Chappelle and Stinnette Records
- Chapter Music
- Charged Records
- Charisma Records
- Charly Records
- Charnel Music
- Chart Records
- Cheap Records
- Checker Records
- Checkered Seagull
- Cheeky Records
- Cheetah Records
- Chemikal Underground
- Cherokee Records
- Cheree Records
- Cherry Red
- CherryDisc Records
- Cherrytree Records
- Chesky Records
- Chess Records
- Ché Trading
- Chi Sound Records
- Chichūkai Label
- Chief Records
- Chimney Sweep Records
- China Record Corporation
- China Records
- Chiswick Records
- Chocodog Records
- Chocolate Frog Records
- Chopper City Records
- Chrysalis Records
- Chunksaah Records
- CI Records
- Cinepoly Records
- Cinevox
- Cinnamon Toast Records
- Circle Records
- Citinite
- City Centre Offices
- City Slang Records
- The C Kunspyruhzy
- Claddagh Records
- Clash Records
- Classic Produktion Osnabrück
- Claves Records
- Clay Records
- Clean Feed Records
- Clean-up Records
- Cleopatra Records
- Cleveland International Records
- Clickpop Records
- CLJ Records
- Clockwork Entertainment
- Clover Records
- CLS Records
- Clubbo Records
- CMC International
- Creole Records
- Cobra Records
- Cock Rock Disco
- Coconut Records
- Cocoon Recordings
- Coed Records
- Cold Chillin' Records
- Cold Meat Industry
- Cold Spring
- Colgems Records
- Collectables Records
- Collins Classics
- Colonial Records
- Colortone Records
- Colpix Records
- Columbia Graphophone Company
- Columbia Masterworks Records
- Columbia Music Entertainment
- Columbia Records
- Combat Records
- Come Organisation
- Comedy Central Records
- Command Performance Records
- Command Records
- Commodore Records
- Compadre Records
- Compass Records
- Composers Recordings, Inc.
- Compost Records
- Concept Records
- Concert Artist Recordings
- Concord Music Group
- Concord Records
- Connoisseur Society
- Conqueror Records
- Conspiracy Music
- Constantinople Records
- Constellation Records (disambiguation)
- Contemode
- Contemporary Records
- Continental Records
- The Control Group
- Cook Records
- Cooking Vinyl
- Cooltempo Records
- Copenhagen Records
- Coral Records
- Cordless Recordings
- Cornerstone RAS
- Coronet Records
- Coronet Records - U.S.
- Corporate Punishment Records
- Corpus Christi Records
- Corwood Industries
- Cotillion Records
- Couch Fort Records
- Country Turtle Records
- Cowboy Records
- CP Records
- Crafty Plugz
- Crammed Discs
- Crank! Records
- Crass Records
- Crave Records
- CRD Records
- Cream Records
- Creation Records
- Creative Vibes
- Credential Recordings
- Creeping Bent
- Creole Records
- Crescent City Records
- Crescent Records
- Centricity Music
- Cricket Records
- Criminal IQ Records
- Criminal Records
- Crimson Records
- Croatia Records
- Crown Records
- Crunchy Frog Records
- Cruz Records
- Crydamoure
- Crying Sun Records
- Crypt Records
- Cryptogramophone Records
- CTI Records
- Cube Entertainment
- Cub Records
- Cube Records
- Cuca Records
- Culburnie Records
- Culture Press
- Cumberland Records
- Cuneiform Records
- Curb Records
- Curtom Records
- Curves Music
- Custard Records
- Cutting Edge
- Cypress Records
- Czar Entertainment
- Czyz Records

## D
- D Records
- D.P.G. Recordz
- Da Lench Mob Records
- Daemon Records
- Daesung Entertainment
- Daffodil Records
- Dallas Records
- Damaged Goods
- Dame Dash Music Group
- Damon Records
- Dance Mania
- Dance Pool
- Dance To The Radio
- Dancing Cat Records
- Dancing Ferret
- Dancing Turtle Records
- Dandelion Records
- Danger Crue Records
- Dangerbird Records
- Dangerhouse Records
- Dare to Care Records
- Daptone Records
- Dark Horse Records
- Darkest Labyrinth
- Darla Records
- Data Records
- Dawn Raid Entertainment
- Dawn Records
- Daylight Records
- DaySpring Records
- DB Records
- D-Block Records
- DC Flag Records
- DCide
- DC-Jam Records
- De Luxe Records
- Dead Daisy Records
- Dead Oceans Records
- Dead Reckoning Records
- Deaf American Recordings
- Deaf Records
- Deathlike Silence Productions
- Deathwish Inc.
- Debut Records
- Decaydance Records
- Decca Records
- Deceptive Records
- Decon Records
- Deconstruction Records
- Deep Elm Records
- Deep Krate Recordingz
- Deep Shag Records
- Deep Soul Records
- Def American
- Def Jam Records
- Def Jam South
- Defected Records
- Defiance Records
- Definitive Jux
- Defstar Records
- Dekema Records
- Delerium Records
- Del-Fi Records
- Delicious Vinyl
- Delirium Records
- Delmark Records
- Delphine Records
- Deltasonic
- Deluxe Records
- Dembitzer Records
- Democracy Records
- Demon Records
- Dental Records
- Dented Records
- Dependent Music
- Dependent Records
- Deptford Fun City Records
- Deram Records
- Derby Records
- Derrty Entertainment
- Desert Storm
- DeSoto Records
- Desperation Records
- Desto Records
- Destiny Worldwide Records
- Detour Records
- Deutsche Grammophon
- Deviant Records
- Deviation Records
- Dew Process
- Dewdrops Records
- DFA Records
- DF Music Organization
- DFTBA Records
- DGC Records
- Dial Records (1946) (U.S.)
- Dial Records (1964) (U.S.)
- Dial Records (1998) (U.S.)
- Dial Records (1999) (Germany)
- Diamante Music Group
- Diamond Records
- Dice Records (1950/60's NY label)
- Dick Bros Record Company
- Diffusion Records
- Digital Hardcore Recordings
- Dimension Records
- Dim Mak Records
- Dine Alone Records
- Dino Entertainment
- Din Of Ecstasy Records
- Diplomat Records
- Diplomat Records (budget)
- Dirtnap Records
- Dirty Records
- Disa Records
- Dischord Records
- Discipline Global Mobile
- Discodance
- Discos Fuentes
- Discos Taxco
- Discos y Cintas Denver
- Discovery Records
- Diskos
- Diskoton
- Disneyland Records
- Disorient Records
- Displeased Records
- Disques Dreyfus
- Disques Victoire
- Disques Vogue
- Distinct'ive Breaks Records
- Distinct'ive Records
- Distort Entertainment
- Distribution Select
- Disturbing tha Peace
- Diva Records
- Divine Records
- DIW Records
- Dixieland Jubilee Records
- Dixieland Records
- DJM Records
- DM Music Group
- Do It Records
- Doctor Dream Records
- Document Records
- Dog Meat Records
- Doggystyle Records
- Doghouse Records
- DogmaTone
- Dolores Recordings
- Dolphin Music
- Dolton Records
- Domino Records (1917)
- Domino Records (1924)
- Domino Records (1950s-1960s)
- Domino Recording Company (1993)
- Domo Records
- Don Giovanni Records
- Doomtree
- Dopamine Records
- Dope House Records
- Doré Records
- Dot Dash Recordings
- Dot Records
- Double Zero Records
- Doublemoon
- Dovecote Records
- Down Peninsula Audio
- Downtown Records
- Drag City
- Dragon Records
- Dragon Street Records
- Drakkar Entertainment
- Dramatico
- Drama Records
- Draper Inc. Records
- Dreamboat Records
- DreamWorks Records
- Drive-Thru Records
- Driven Music Group
- Dro Records
- DROG Records
- Drone Records
- Drop Bass Network
- DRT Entertainment
- Drumcode Records
- DSFA Records
- D-Town Music Group, Inc.
- D-Trash Records
- Duck Down Records
- Duck Records
- Ductape Records
- Duke Records
- Duke Street Records
- Duna Records
- Dunhill Records
- Dunwich Records
- Duophonic Records
- Durium Records
- Dust Traxx Records
- Dutch East India Trading
- DVS Records
- Dynamic
- Dynamica
- DynoVoice Records
- Dødpop

## E
- E1 Music
- Eagle Records
- Eagle Rock Entertainment
- Eagle Rock Records
- Earache Records
- Eardrum Records
- Early Records
- Earthly Delights
- Eartube Empire
- Earwig Music Company
- East West Records
- Eastern Conference Records
- Eastern Developments Music
- Eastlawn Records
- EatUrMusic
- EBUL
- Ebullition Records
- Echo Records
- ECM
- Ecstatic Peace!
- Ecstatic Yod
- Ed Banger Records
- Edel Music
- Edel-Mega Records
- Edelweiss Emission
- Edison Records
- Edition Lilac
- Editions Mego
- Eenie Meenie Records
- Eerie Materials
- EFM Records
- E.G. Records
- EGREM
- Eibon Records
- Ektro Records
- El Cartel Records
- Élan Recordings
- Electrecord
- Electric Honey
- Electrola
- Elefant Records
- Elefant Traks
- Elektra Records
- Element 9
- Elementree Records
- Elenco
- The Elephant 6 Recording Company
- Elephant Stone Records
- eleveneleven
- Eleven Seven Music
- Eleven: A Music Company
- Ellahy Amen Records
- Elypsia Records
- Em:t Records
- E-Magine Records
- Emanem Records
- EmArcy Records
- Embassy Records
- Embryo Records
- Emerald Moon Records
- Emerald Music
- Emerald Records (1966)
- Emerald Records (2000s)
- Emergency Broadcast System Records
- Emergency Records
- Emerson Records
- EMI
- EMI America Records
- EMI-Capitol Special Markets
- EMI Christian Music Group
- EMI Classics
- EMI Hemisphere
- EMI Latin
- EMI Records
- Emperor Entertainment Group
- Emperor Jones
- Emperor Norton Records
- empreintes DIGITALes
- End All Life Productions
- End Records
- The End Records
- Endearing Records
- Energy Rekords
- Enigma Records
- Enjoy Records
- Ensemble Medusa
- Ensign Records
- Enterprise Records
- Entr'acte Recording Society
- Enzyme Records
- Epic Records
- Epidemic Records
- Epitaph Records
- Epitonic Records
- Equal Vision Records
- Equator Records (Canada)
- Equator Records (Kenya)
- Equity Music Group
- Era Records
- Erased Tapes Records
- Erato Records
- Eroica Classical Recordings
- Ersatz Audio
- Erstwhile Records
- Eskaton
- ESL Music
- ESP-Disk
- Esquimaux Management
- Esquire Records
- Essential Records (Christian)
- Essential Records (London)
- Essex Records
- Estrus Records
- Esurient Communications
- Eternal Records
- Eulogy Recordings
- Eurodisc
- Europa
- Ever Reviled Records
- Everest Records
- Everloving Records
- Evoke Records
- Excel Records
- Excello Records
- Excelsior Recordings
- Exceptional Records
- EXERCISE1 Records
- Exit Records
- Exit Stencil Recordings
- Exodus Records
- Extasy Records
- Extreme Records
- Eye Of The Storm Records
- Eye Q
- Eyeball Records

## F
- Facedown Records
- Factory Records
- Fader Label
- Failsafe Records
- Falcon Records
- Fall Records
- Falling A Records
- Fall of the West Records
- Fällt
- Fanfare Records
- Fania Records
- Fantastic Plastic Records
- Fantasy Records
- Fascination Records
- Fast Product
- Fat Cat Records
- Fat Possum Records
- Fat Wreck Chords
- Fatal Recordings
- Faultline Records
- Favored Nations
- FAX +49-69/450464
- F-Beat Records
- FCommunications
- Fearless Records
- Federal Records
- Fellside Records
- Felsted Records UK
- Fence Records
- Fenway Recordings
- Ferret Music
- Fervent Records
- Fervor Records
- Festival Distribution
- Festival Records
- FETO Records
- Fever Records
- Fflach
- FFRR Records
- Fiction Records
- Fiddler Records
- Fidelity Records
- Field Records
- Fierce Angel
- Fierce Panda Records
- Fifth Colvmn Records
- Figure IV Entertainment
- Film Score Monthly
- FILMguerrero
- Filthy Note
- Filtro Musik
- Final Stand Records
- Finger Lickin' Records
- Fingerprint Records
- F-IRE Collective
- Fire Records (Pakistan)
- Fire Records (UK)
- Fire Records (U.S.)
- Firebox Records
- First Avenue Records
- First National Records
- Fitamin Un
- Five Musicians
- FiXT Music
- Flair Records
- Flameshovel Records
- Flamingo Recordings
- Flashover Recordings
- Flashpoint Music
- Flawless Records
- Fledg'ling Records
- Flemish Eye
- Flicker Records
- Flicknife Records
- Flip Records (1950s)
- Flip Records (1994)
- Flipmode Entertainment
- Fly Records
- Flying Fish Records
- Flying Nun Records
- Flying Tart
- Flyright Records
- Flyte Tyme Records
- FM Records
- FMP (Free Music Production)
- FMR Records
- Focus Group Holdings Limited
- Fog City Records
- Fogarty's Cove Music
- Folk-Legacy Records
- Folkways Records
- Fonal Records
- Fondle 'Em Records
- Fonotipia Records
- Fonovisa Records
- Fontana Records
- Food Records
- Fool's Gold Records
- Fools of the World
- Forced Exposure
- Forces of Satan Records
- The Ford Plant
- ForeFront Records
- Foreshadow
- Formation Records
- Fort Knocks Entertainment
- Fortissimo Records
- Fortuna Pop!
- Fortune Records
- Forward Motion Records
- Four Music
- Four Star Records
- Fourth And Broadway Records
- Fourth Dimension Records
- Fowl Records
- Fraternity Records
- FRE Records
- Fractured Transmitter Recording Company
- Freak Recordings
- Freakdance Records
- Fred Records
- Freedom From
- Freedom Records
- Freeworld Entertainment
- Free-Will
- Frenchkiss Records
- Freshly Squeezed Music
- Fresh Records (UK)
- Fresh Records (US)
- Friendly Fire Recordings
- Fringe Product
- Frog Pad Records
- Frog Records
- Frogville Records
- Frontier Records
- Frontiers Records
- Frontline Records (1980s)
- FSUK Records
- FTD Records
- Fuel 2000
- Fueled by Ramen
- Fueradeserie!
- Full Moon Productions
- Full Moon Records (US)
- Fullsteam Records
- Full Surface Records
- Full Time Hobby
- Funk Volume
- Funtrip Records
- Fury Records
- Fusion Records
- Future Farmer Records
- Future Records
- Future Legend Records
- Future Sound Corporation
- Fysisk Format

## G
- G7 Records Inc.
- G7 Welcoming Committee Records
- Gadsen Records
- Galaxy Records
- Galaxy21 Music
- Galilee of the Nations
- Galileo Records
- Gallo Record Company
- Gamble Records
- Gamm
- Gangsta Advisory Records
- Ganja Records
- Gan-Shin
- Gearhead Records
- Gee Records
- Gee Street Records
- Geffen Records
- Gekko Records
- General Records
- Genjing Records
- Gennett Records
- genre b.goode
- Gern Blandsten Records
- Geska Records
- Get Low Recordz
- Geykido Comet Records
- G-Funk Entertainment
- Ghetto Ruff
- Ghost Box Music
- Ghostly International
- Ghostlight Records
- Ghostmeat Records
- Giant Electric Pea
- Giant Records (Warner Bros. subsidiary label)
- Giant Step
- Giantslayer Records
- Gifted Records
- Gigantic Music
- Giorno Poetry Systems
- Gita Records
- Giza Studio
- Glacial Pace
- Gladiator Records
- Glasgow Underground Recordings
- Glitch Mode Recordings
- Glitterhouse Records
- Global Music Group
- Global Trance Network
- Glowworm Records
- Glurp
- GMA Records
- GMM Grammy
- GMT Records
- Gnomonsong
- GNP Crescendo Record Co.
- Go Feet Records
- Go-Kart Records
- Go-Kustom Rekords
- Go! Beat Records
- Godzilla Entertainment
- Gold Castle Records
- Gold Label Records
- Gold Mind Records
- Gold Mountain Records
- Gold Robot Records
- Gold Standard Laboratories
- Gold Star Music
- Gold Star Records
- Gold Typhoon
- Golden Era Records
- Golden World Records
- Goldenrod Records
- The Goldmind Inc.
- Gone Records
- Goner Records
- Good Entertainment
- Good Looking Records
- GOOD Music
- Good Records
- Good Time Jazz Records
- Good Vibrations
- Gooom Disques
- Gordy Records
- GospoCentric Records
- Gotee Records
- Gourd Music
- Gramavision Records
- Gramm
- Gramophone Company
- Granary Music
- Grand Award Records
- Grand Central Records
- Grand Hustle Records
- Le Grand Magistery
- Grand Production
- Grand Royal
- Grateful Dead Records
- Graveface Records
- Gravity Records
- Great Big Mouth Records
- Greedhead Music
- Green Cookie Records
- Green Label
- Green Linnet Records
- Greenhouse Music
- Greensleeves Records
- Greentrax Recordings
- Gregmark Records
- Grenadine Records
- Grey Gull Records
- Greyday Productions
- Groove Records
- The Groove Thing
- GRP Records
- GRRR Records
- Grunt Records
- GTO Records
- Guerilla Records
- Guided Missile
- Gulcher Records
- GUN Records
- G-Unit Records
- Gusto Records
- Gut Records
- Guy Cloutier Communications
- Gwarn Music
- GWR Records

## H
- H&L Records
- Hachama
- Hades Records
- Hakatak International
- Half A Cow
- Hallmark Records
- Hallucination Recordings
- Hamilton Records
- Hammermill Records
- Hammock Music
- Hand Drawn Dracula
- Hands Productions
- Handsome Boy Records
- Hangars Liquides
- Hangman Records
- Hanna Barbera Records
- Hannibal Records
- Hansa Records
- Hanson Records
- Happy Couples Never Last
- Happy Happy Birthday To Me Records
- HappySad Records
- Happy Tiger Records
- Hardwood Records
- Harlekijn
- Harmolodics
- Harmonia Mundi
- Harmony Records
- Harriet Records
- Harthouse
- Harvest Records
- Hatchet House
- Hathut Records
- Havoc Records
- Head Start Music Group
- Headhunter Records
- Headphone Dust
- Headwrecker Records
- Hear Music
- Heart Warming
- Heartbeat Records
- Heartbeat Records (Bristol)
- Hearts of Space Records
- Heaven Music
- Heaven Records
- Heavenly Records
- Hed Artzi Music
- Hed Kandi
- Hefty Records
- Heiress Records
- Heist Or Hit Records
- Helicon Records
- Hell, etc.
- Hellcat Records
- Hellhound Records
- Hello CD of the Month Club
- Hello Cleveland!
- Hep-Me Records
- Her Royal Majesty's Records
- Herald AV Publications
- Heritage Records
- Hermes Records
- Heron Recordings
- Herwin Records
- Hevy Devy Records
- Hi Life Recordings
- Hi Records
- Hib-Tone
- Hickory Records
- Hidden Beach Recordings
- Hieroglyphics Imperium Recordings
- High Street Records
- High Two
- High Water Recording Company
- Higher Ground Records
- Higher Octave
- Higher State
- Highland Records
- HighTone Records
- HIM International Music
- Hi-n-Dry
- Hip Records
- Hip-O Records
- Hipposonic Studios
- His Master's Voice
- Historic Masters
- Historical Records
- Hit of the Week Records
- Hive Records
- Hobbledehoy Record Co.
- Holiday Records
- Holiday Inn Records
- Hollywood Records
- Holy Roar Records
- Home Sweet Home Records
- Homespun Records
- Homestead Records (1920s)
- Homestead Records
- Honest Don's Records
- Honest Jon's
- Hoo-Bangin' Records
- Hooj Choons
- Hope Recordings
- Hopeless Records
- Horizon Records
- Horris Records
- Hosanna! Music
- Hospital Records
- HOSS Records
- Hostile Recordings
- Hot Pot Music
- Hot Wax Records
- How's That Music
- Hugpatch Records
- Human Condition Records
- Human Imprint
- Humming Bird Records
- Hungaroton
- Hungry Audio
- Hush Records
- Hushush
- Hut Records
- Hwem
- Hybris
- Hydra Head Records
- Hyperdub
- Hyperion Records
- Hyperium Records
- Hypnos
- Hypnotize Minds
- Häpna